# Gfcf-Ernährung
Die gluten- und kaseinfreie Ernährung (auch gfcf-Ernährung nach engl. gluten-free casein-free diet) ist eine Behandlungsform bei Störungen des autistischen Spektrums, Aufmerksamkeitsdefizitstörungen und Schizophrenie. Sie besteht im Vermeiden des Konsums von glutenhaltigem Getreide (Weizen, Roggen, Gerste, Dinkel und deren Zuchtformen) sowie Milch und Milchprodukten.
Noch sind eingehende wissenschaftliche Untersuchungen nötig, um Wirkungsweise und Erfolg der Methode zweifelsfrei nachzuweisen.

## Geschichte
In den 1960er Jahren postulierte der amerikanische Arzt F. Curtis Dohan einen Zusammenhang zwischen Schizophrenie und dem Konsum von Getreide und Milch. Er zog diesen Schluss aus der Tatsache, dass diese Erkrankung bei Völkern, die sich ohne Getreide und Milch ernähren, kaum vorkommt.
1991 fand der norwegische Forscher Karl Reichelt Abbauprodukte opioider Stoffe im Urin autistischer Kinder und konnte deren Herkunft aus Gluten und Kasein nachweisen. Er entwickelte daraufhin die gluten- und kaseinfreie Ernährung als Behandlungsmöglichkeit bei Autismus und erzielte auch Erfolge bei der Behandlung von Schizophrenie.
In Amerika, wo in den letzten Jahren ein starker Anstieg der Fälle von Autismus zu verzeichnen ist, wird die gfcf-Ernährung von verschiedenen Vereinigungen wie dem Autism Network for Dietary Intervention (ANDI) propagiert.

## Aktuelle Studien
Die randomisierte, single-blind ScanBrit-Studie erbrachte „Hinweise auf eine nachhaltige Verbesserung“ der Symptome von Autismus unter der gluten- und kaseinfreien Ernährung, berichtet jedoch von einem Plateaueffekt und der Notwendigkeit weiterer Untersuchungen.

## Kritik
Es besteht ein Mangel an randomisierten doppelblinden Studien, die positiven Berichte stammen überwiegend von Eltern und Therapeuten und betreffen Einzelfälle. Die Durchführung medizinischer Studien sieht sich der Problematik gegenüber, dass ein längerer Beobachtungszeitraum erforderlich und eine doppelblinde gfcf-Ernährung z. B. im häuslichen Rahmen schwer durchführbar ist. Eine vom amerikanischen National Institute of Mental Health durchgeführte Studie wurde im Februar 2009 abgeschlossen, wobei in Clinicaltrials keine Studienergebnisse bekanntgemacht wurden. Diese Studie wurde von Susan L. Hyman (University of Rochester, Medical Center) durchgeführt: „Her research on the gluten- and casein-free diet, popular for children with autism, showed that the diet had no impact on their behavior when they don’t have gastrointestinal issues.“

## Erfahrungen
Die meisten Berichte kommen von Betroffenen und deren Angehörigen. Die Skala reicht von relativer Wirkungslosigkeit bis hin zu dramatischen Verbesserungen. Bemerkenswert ist, dass in vielen Fällen das Auftreten von Entzugssyndromen wie beim Drogenentzug erwähnt wird.

## Wissenschaftliche Grundlagen
Die Proteine Kasein und Gluten werden während der Verdauung in Peptide aufgespalten, die sogenannten Exorphine. Der erste Nachweis gelang Forschern des Münchner Max-Planck-Institutes für Psychiatrie Ende der 70er Jahre bei der Untersuchung von Milch. Exorphine im Gluten wurden von japanischen Wissenschaftlern nachgewiesen, die Weizen einer enzymatischen Spaltung im Reagenzglas aussetzten.
Die Exorphine des Glutens heißen Gliadorphine, die des Kaseins Kasomorphine. Die Namen sind auf Grund der morphinen Wirkung gewählt, da diese Substanzen an die Opioidrezeptoren des Menschen binden. Im Organismus binden die Endorphine an diese Rezeptoren und regulieren damit z. B. Schmerzempfinden, Hungergefühl und Sexualität.
Die gfcf-Ernährung geht davon aus, dass diese Verbindungen die Darmschleimhaut und die Blut-Hirn-Schranke in intakter Form passieren und an die Opioidrezeptoren des Gehirns binden. Eine Metastudie der European Food Safety Authority fand hierfür keine Belege.
Es gibt Ansätze, das vermehrte Auftreten bestimmter Erkrankungen wie Schizophrenie oder Epilepsie bei Zöliakie mit den Exorphinen zu erklären.

## Kontroverse
In Anlehnung an die Werbekampagne „Got Milk?“ (wörtlich „Hast du Milch?“) veröffentlichte PETA Ende 2013 einen Blog-Post und startete eine Werbekampagne unter dem Namen „Got Autism?“ (wörtlich „Hast du Autismus?“), die behauptet, Autismus werde durch Milchprodukte begünstigt oder verstärkt. PETA berief oder beruft sich dabei auf Studien, die teilweise einen zu kleinen Stichprobenumfang (eine Studie mit 20 Kindern) hatten, nicht als Doppelblindstudien durchgeführt wurden und in unabhängigen Auswertungen diskreditiert wurden.
Die Kampagne selbst begann 2008 und tauchte seitdem (u. a. in sozialen Medien) immer wieder auf. Der Blog-Post wurde während der Zeit öfter angepasst. So sprach PETA anfangs von „antisozialen Verhalten“ der Betroffenen und stellte auch die Vermutung auf, Milchprodukte könnten Autismus  auslösen. Ende 2014 wurde der Beitrag abgeändert, sprach von „Schwierigkeiten bei sozialen Interaktionen“ und erklärte nur noch, Autismus oder dessen Symptome würden durch Milchprodukte gefördert. Aktuell ist in dem Blogpost von keiner dieser umstrittenen Behauptungen mehr die Rede.
Ähnlich wie bei den früheren Kampagnen gegen Molkereien wurde auch eine Verbindung von Milch zu Krebs und anderen Krankheiten gezogen. So sei es nach PETA „nicht überraschend“, dass Milch auch Autismus verstärke.

## Andere Erkrankungen
Die Erkrankung Zöliakie erfordert den vollständigen Verzicht auf Gluten. 